# Observatoire interrégional du marché de l'emploi
L’Observatoire interrégional du marché de l’emploi (OIE) est une institution faisant partie du Sommet de la Grande Région européenne. Il est constitué par la Sarre, le Luxembourg, la Rhénanie-Palatinat, la Lorraine et la Wallonie (ainsi que la communauté germanophone de Belgique). Le 24 janvier 2013, Jean-Pierre Masseret président PS du conseil régional de Lorraine, et président de la Grande Région depuis janvier 2011 a passé le relais à la première ministre de la Rhénanie-Palatinat, Malu Dreyer. 

## Objectifs
L’OIE est chargée de rassembler des informations comparables et interprétables sur le marché de l’emploi, pour permettre aux  politiciens régionaux d’orienter leurs politiques structurelles et d’emploi pour la Grande Région. Les principaux sujets d’études réalisés par l’OIE sont les flux frontaliers, les évolutions sociales  ainsi que les évolutions liées au marché de l’emploi en Grande Région. Tous les deux ans, L’OIE publie un rapport sur  la « Situation du marché de l’emploi dans la Grande Région ». Depuis 2006, le réseau des instituts spécialisés de l’OIE a été chargé à quatre reprises de faire le « Rapport sur la situation économique et sociale de la Grande Région » pour le Conseil Economique et Social de la Grande Région (CESGR.    [1]

## Organisation
L’OIE est placée sous l’autorité d’un Comité de pilotage interrégional, qui accompagne ses travaux. Le Comité de pilotage définit les axes de travail prioritaires en concertation avec les responsables politiques de la Grande Région. La réalisation du travail est assurée par six instituts spécialisés, provenant de chaque région de la Grande Région. Elles contribuent au financement du budget à parts égales. Les langues de travail sont le français et l’allemand. L’INFO-Institut situé à Sarrebruck  assure la coordination et le secrétariat permanent de l’OIE.

## Histoire
L’OIE a été créée en 1998 lors du quatrième sommet de la Grande Région. En 2000 le cinquième sommet a concrétisé son rôle et ses objectifs. Le réseau des instituts spécialisés a entamé ses travaux en 2001 avec la réalisation d’un premier rapport sur la situation du marché de l’emploi dans la Grande Région. Avec le soutien du Comité de pilotage, l’OIE s’est établi comme acteur important dans le domaine du marché de l’emploi en Grande Région. Capitalisant sur l’expérience du premier rapport (2001), le réseau a réalisé un deuxième rapport mis à jour et étoffé, qui a été présenté en 2003. Au cours de l’année suivante, l’adoption d’un règlement intérieur a permis de formaliser la coopération au sein de l’OIE.  En 2004, l’OIE s’est investie dans un projet de trois ans (2004-2006) dans le cadre de l’Opération Cadre Régionale e-BIRD (Interreg IIIC). Ce projet avait pour but la réalisation de prévisions  du marché de l’emploi en Grande Région. En 2004 également, le réseau a remis son 3e rapport sur la situation du marché de l’emploi dans la Grande Région au 8e Sommet. Le 4e et le 5e rapport suivaient dans les années 2006 et 2007. De 2008 à 2010 le champ d’action principal de l’OIE était le projet « OPTI-MATCH – Coopération et concurrence dans la Grande Région – l’optimisation des processus de compatibilité de l’offre et de la demande sur le marché de l’emploi de la Grande Région » dans le cadre d’Interreg IV A la Grande Région. [²] Dans ce cadre, le 6e et le 7e rapport, dont chacun comportait un thème spécial sur les résultats d’OPTI-MATCH, ont été présentés.

## Coopérations
L’OIE coopère avec un nombre d’acteurs du marché de l’emploi. En octobre 2010 l'OIE, les réseaux EURES(SLLRP transfrontalier et PED transfrontalier), les offices statistiques de la Grande Région et le Comité économique et social de la Grande Région ont signé une convention de coopération instaurant une collaboration dans le domain du marché du travail de la Grande Région. En novembre 2012, celle-ci a été signée par la Task Force Frontaliers, et en mars 2013 par les services publics de l'emploi de la Grande Région: Pôle emploi Lorraine, Arbeitsamt Deutschsprachige Gemeinschaft, ADEM Luxembourg, FOREM en Wallonie et Arbeitsagentur Rheinland-Pfalz Saarland.